# 察比茨
察比茨（德語：Zabitz）是德国萨克森-安哈尔特州安哈尔特-比特费尔德县的村庄和旧市镇。自2010年1月1日起，奥斯特宁堡成为奥斯特宁堡兰的城区。